# Takeši Urata
Takeši Urata (tudi Takeshi Urata ali japonsko 浦田武), japonski astronom, * 1947 † 15. december 2012.

## Delo
Urata je bil uspešen odkritelj asteroidov. Delal je na Observatoriju Nihondaira.
Bil je tudi soodkritelj periodičnega kometa 112P/Urata-Niijima.
Po njem so poimenovali asteroid 3722 Urata.